# Corconne
Corconne est une commune française située dans le centre du département du Gard, en région Occitanie.
Exposée à un climat méditerranéen, elle est drainée par le Brestalou et par deux autres cours d'eau. La commune possède un patrimoine naturel remarquable composé d'une zone naturelle d'intérêt écologique, faunistique et floristique.
Corconne est une commune rurale qui compte 620 habitants en 2022, après avoir connu une forte hausse de la population depuis 1975. Elle fait partie de l'aire d'attraction de Montpellier. Ses habitants sont appelés les Corconnais ou  Corconnaises.

## Géographie

### Localisation
Le village de Corconne est situé à 35 km de Montpellier et à 38 km de Nîmes, entre Saint-Mathieu-de-Tréviers et Quissac.
Le village est limitrophe de sept autres communes dont trois dans le département voisin de l'Hérault.
| Pompignan               | Sauve                | Liouc               |
| Claret (Hérault)        | Corconne             | Brouzet-lès-Quissac |
| Sauteyrargues (Hérault) | Vacquières (Hérault) |                     |

### Hydrographie et relief
Le village se situe en bordure du Vidourle et de l'un de ses affluents, le Brestalou, au pied du massif de Coutach.

### Climat
Pour des articles plus généraux, voir Climat de l'Occitanie et Climat du Gard.
En 2010, le climat de la commune est de type climat méditerranéen franc, selon une étude s'appuyant sur une série de données couvrant la période 1971-2000. En 2020, Météo-France publie une typologie des climats de la France métropolitaine dans laquelle la commune est exposée à un climat méditerranéen et est dans la région climatique Provence, Languedoc-Roussillon, caractérisée par une pluviométrie faible en été, un très bon ensoleillement (2 600 h/an), un été chaud (21,5 °C), un air très sec en été, sec en toutes saisons, des vents forts (fréquence de 40 à 50 % de vents > 5 m/s) et peu de brouillards.
Pour la période 1971-2000, la température annuelle moyenne est de 14,4 °C, avec une amplitude thermique annuelle de 16,8 °C. Le cumul annuel moyen de précipitations est de 989 mm, avec 6,8 jours de précipitations en janvier et 3,3 jours en juillet. Pour la période 1991-2020, la température moyenne annuelle observée sur la station météorologique la plus proche, située sur la commune de Vic-le-Fesq à 11 km à vol d'oiseau, est de 14,2 °C et le cumul annuel moyen de précipitations est de 844,7 mm,. Pour l'avenir, les paramètres climatiques de la commune estimés pour 2050 selon différents scénarios d'émission de gaz à effet de serre sont consultables sur un site dédié publié par Météo-France en novembre 2022.

### Milieux naturels et biodiversité

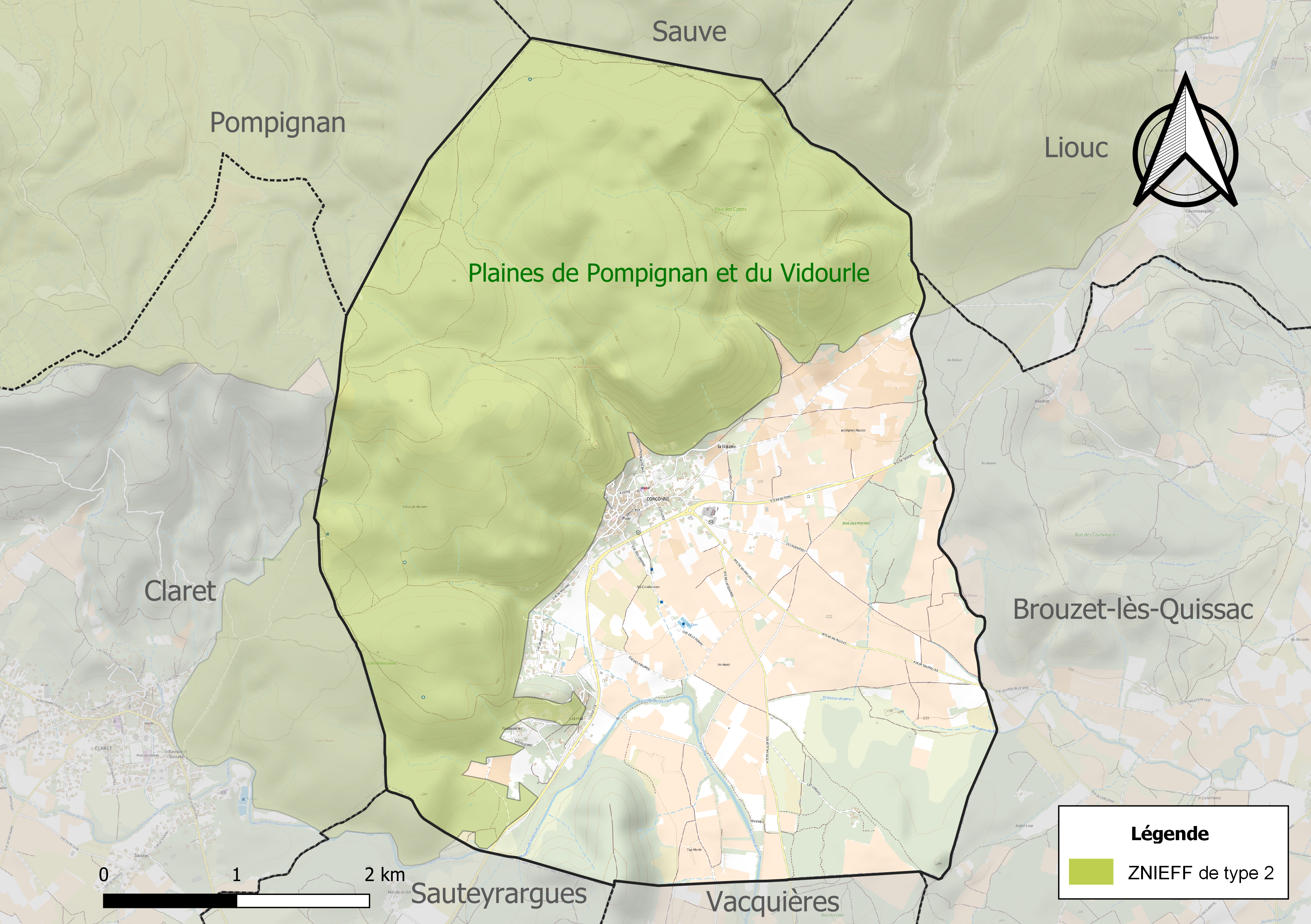
Carte de la ZNIEFF de type 2 localisée sur la commune.

L’inventaire des zones naturelles d'intérêt écologique, faunistique et floristique (ZNIEFF) a pour objectif de réaliser une couverture des zones les plus intéressantes sur le plan écologique, essentiellement dans la perspective d’améliorer la connaissance du patrimoine naturel national et de fournir aux différents décideurs un outil d’aide à la prise en compte de l’environnement dans l’aménagement du territoire.
Une ZNIEFF de type 2 est recensée sur la commune :
les « plaines de Pompignan et du Vidourle » (12 043 ha), couvrant 12 communes dont 9 dans le Gard et 3 dans l'Hérault.

## Urbanisme

### Typologie
Au 1er janvier 2024, Corconne est catégorisée commune rurale à habitat dispersé, selon la nouvelle grille communale de densité à sept niveaux définie par l'Insee en 2022.
Elle est située hors unité urbaine. Par ailleurs la commune fait partie de l'aire d'attraction de Montpellier, dont elle est une commune de la couronne,. Cette aire, qui regroupe 161 communes, est catégorisée dans les aires de 700 000 habitants ou plus (hors Paris),.

### Occupation des sols
L'occupation des sols de la commune, telle qu'elle ressort de la base de données européenne d’occupation biophysique des sols Corine Land Cover (CLC), est marquée par l'importance des forêts et milieux semi-naturels (69,5 % en 2018), une proportion sensiblement équivalente à celle de 1990 (69,1 %). La répartition détaillée en 2018 est la suivante : 
milieux à végétation arbustive et/ou herbacée (41,8 %), cultures permanentes (27,7 %), forêts (27,7 %), zones urbanisées (2 %), zones agricoles hétérogènes (0,8 %). L'évolution de l’occupation des sols de la commune et de ses infrastructures peut être observée sur les différentes représentations cartographiques du territoire : la carte de Cassini (XVIIIe siècle), la carte d'état-major (1820-1866) et les cartes ou photos aériennes de l'IGN pour la période actuelle (1950 à aujourd'hui).

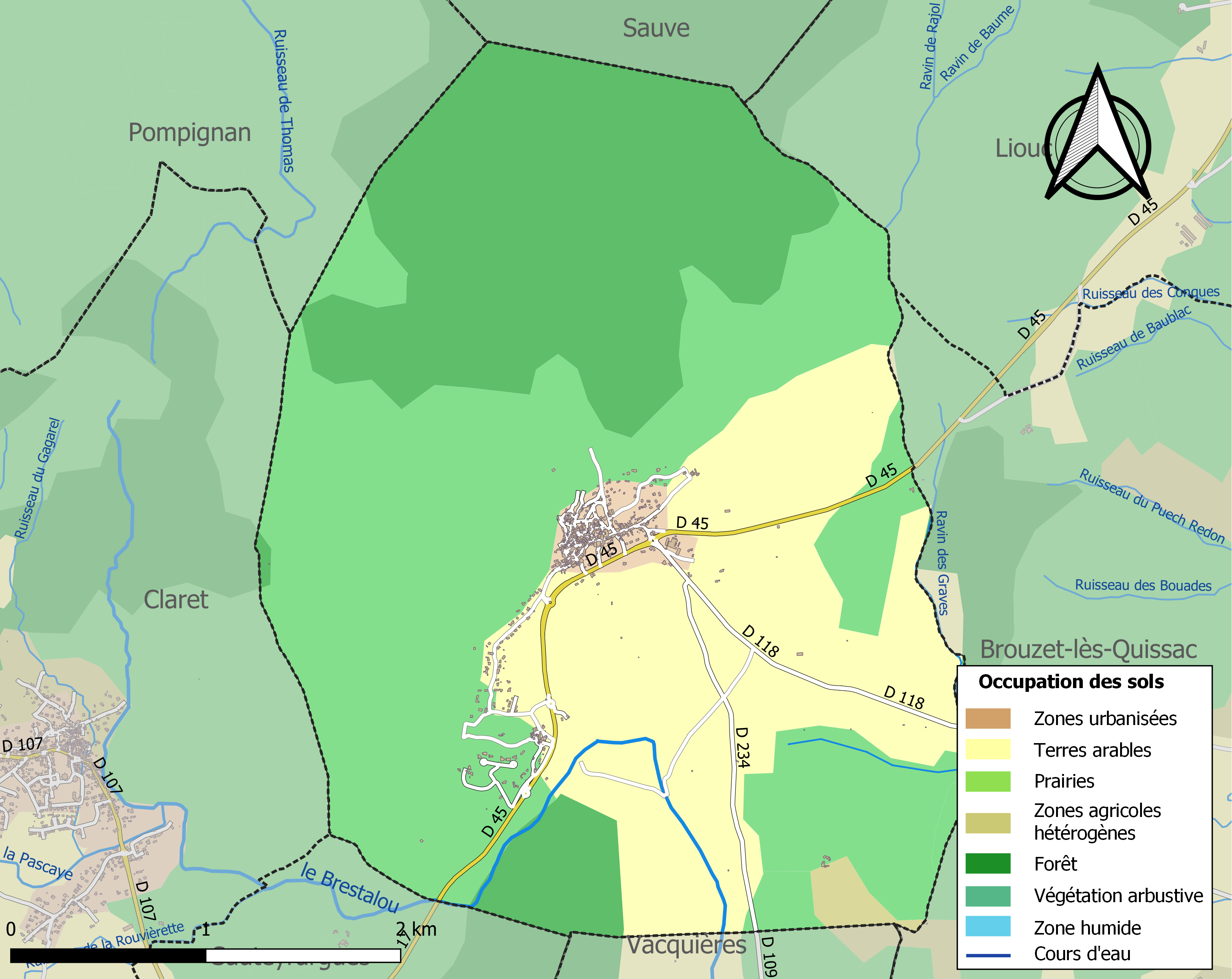
Carte des infrastructures et de l'occupation des sols de la commune en 2018 (CLC).

### Risques majeurs
Le territoire de la commune de Corconne est vulnérable à différents aléas naturels : météorologiques (tempête, orage, neige, grand froid, canicule ou sécheresse), inondations, feux de forêts, mouvements de terrains et séisme (sismicité faible). Un site publié par le BRGM permet d'évaluer simplement et rapidement les risques d'un bien localisé soit par son adresse soit par le numéro de sa parcelle.
Certaines parties du territoire communal sont susceptibles d’être affectées par le risque d’inondation par débordement de cours d'eau et par une crue torrentielle ou à montée rapide de cours d'eau, notamment le Brestalou. La commune a été reconnue en état de catastrophe naturelle au titre des dommages causés par les inondations et coulées de boue survenues en 1982, 1992, 1993, 1994, 2001, 2002 et 2021,.

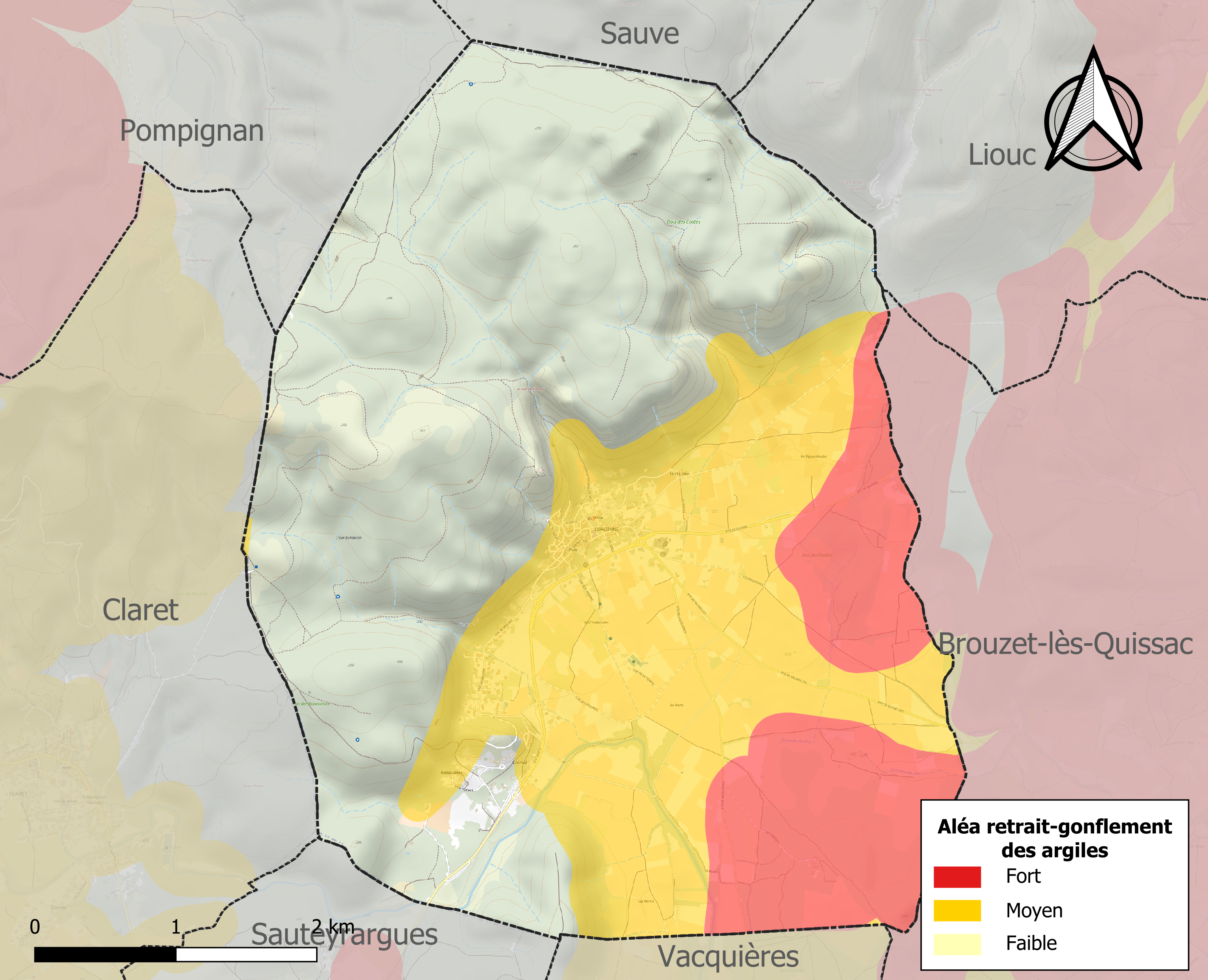
Carte des zones d'aléa retrait-gonflement des sols argileux de Corconne.

La commune est vulnérable au risque de mouvements de terrains constitué principalement du retrait-gonflement des sols argileux. Cet aléa est susceptible d'engendrer des dommages importants aux bâtiments en cas d’alternance de périodes de sécheresse et de pluie. 45,7 % de la superficie communale est en aléa moyen ou fort (67,5 % au niveau départemental et 48,5 % au niveau national). Sur les 324 bâtiments dénombrés sur la commune en 2019, 316 sont en aléa moyen ou fort, soit 98 %, à comparer aux 90 % au niveau départemental et 54 % au niveau national. Une cartographie de l'exposition du territoire national au retrait gonflement des sols argileux est disponible sur le site du BRGM,.
Par ailleurs, afin de mieux appréhender le risque d’affaissement de terrain, l'inventaire national des cavités souterraines permet de localiser celles situées sur la commune.

## Toponymie
Occitan Courcono, du bas latin Corcona, Corconna.

## Histoire

### Préhistoire
Corconne a connu une occupation humaine au moins depuis le néolithique : un des plus importants sites de la région, l'aven de la Boucle, est situé sur le territoire de la commune. L'aven de la Boucle est un puits karstique utilisé comme sépulture collective entre 3600 et 2800 av. J.-C.. Ces dépôts « continus » semblent avoir été effectués par la même communauté, malgré les changements culturels reflétés par le matériel céramique.

### Moyen Âge
La première mention écrite de Corconne date de 1119 : le bullaire de Saint-Gilles témoigne de l’existence d’une église Saint-Etienne. Le castellas, lui, est mentionné en 1188 dans le cartulaire de Franquevaux. Corconne dépend alors des seigneurs de Sauve.

### Époque moderne
Au XVIIe siècle, Corconne est intégrée économiquement à l’orbite de Saint-Hippolyte-du-Fort.
En 1627 400 hommes du régiment de Picardie s'emparent de Corconne.
En juin 1629, la cité de Corconne, défendue par 40 hommes du régiment de Picardie postés dans le château, est le lieu d'un affrontement entre les troupes royales et protestantes menées par Henri de Rohan. Cette bataille s'insère dans le cadre du conflit religieux relancé par Richelieu avec le siège de la Rochelle et qui prend fin avec la paix d'Alès.
Au temps de la Fronde des princes, le château de Corconne est dans le partis des princes contre le roi, du à son influence par le comte Daubijoux, gouverneur de la ville et de la citadelle de Montpellier et créature du duc d'Orléans.

## Politique et administration

### Liste des maires
La liste des maires a principalement été reconstituée à partir des informations issues des actes d'état civil de la commune.
| Période                                  | Période      | Identité                    | Étiquette   | Qualité                                                         |
| ---------------------------------------- | ------------ | --------------------------- | ----------- | --------------------------------------------------------------- |
| 1800                                     | 1807         | Marc Antoine Volle          |             |                                                                 |
| 1808                                     | 1821         | Roch Bruguière              |             |                                                                 |
| 1821                                     | 1826         | Martin Rauzier              |             |                                                                 |
| 1826                                     | 1830         | Louis François Boudon       |             |                                                                 |
| 1831                                     | 1835         | Jean Joseph Roch Bruguière  |             |                                                                 |
| 1835                                     | 1840         | Louis Boudon                |             |                                                                 |
| 1840                                     | 1846         | Jérôme Coste                |             |                                                                 |
| 1846                                     | 1850         | ? Rauzier                   |             |                                                                 |
| 1850                                     | 1858         | Ricard                      |             |                                                                 |
| 1858                                     | 1870         | Albin Blondin               |             |                                                                 |
| 1870                                     | 1874         | Lucien Pagès                |             |                                                                 |
| 1874                                     | 1877         | Claude Blondin              |             |                                                                 |
| 1878                                     | 1884         | Hipppolyte Rouvière         |             |                                                                 |
| 1884                                     | 1892         | Jean-Baptiste Ricard        |             |                                                                 |
| 1892                                     | 1892         | Louis Joseph Lucien Blondin |             |                                                                 |
| 1892                                     | 1896         | Marc Fallet                 |             |                                                                 |
| 1896                                     | 1900         | Baptiste Ricard             |             |                                                                 |
| 1900                                     | 1900         | Paul Ernest Blondin         |             |                                                                 |
| 1901                                     | 1904         | Gustave Martial             |             |                                                                 |
| 1904                                     | 1908         | Louis Masson                |             |                                                                 |
| 1908                                     | 1915         | Claude Ferrier              |             |                                                                 |
| 1916                                     | 1924         | Edmond Bouis                |             |                                                                 |
| 1925                                     | Après 1935   | Emile Olivier               |             |                                                                 |
| Avant 1937                               | ? Après 1944 | Emile Ferrier               |             |                                                                 |
| 1971                                     | ?            | René Olive                  |             |                                                                 |
| 1998                                     | En cours     | Lionel Jean                 | SE puis DVG | Viticulteur Conseiller général du Canton de Quissac (2006-2015) |
| Les données manquantes sont à compléter. |              |                             |             |                                                                 |

## Population et société

### Démographie
L'évolution du nombre d'habitants est connue à travers les recensements de la population effectués dans la commune depuis 1793. Pour les communes de moins de 10 000 habitants, une enquête de recensement portant sur toute la population est réalisée tous les cinq ans, les populations de référence des années intermédiaires étant quant à elles estimées par interpolation ou extrapolation. Pour la commune, le premier recensement exhaustif entrant dans le cadre du nouveau dispositif a été réalisé en 2005.

En 2022, la commune comptait 620 habitants, en évolution de +15,67 % par rapport à 2016 (Gard : +2,97 %, France hors Mayotte : +2,11 %).
| 1793 | 1800 | 1806 | 1821 | 1831 | 1836 | 1841 | 1846 | 1851 |
| ---- | ---- | ---- | ---- | ---- | ---- | ---- | ---- | ---- |
| 610  | 621  | 650  | 622  | 629  | 656  | 648  | 629  | 641  |

| 1856 | 1861 | 1866 | 1872 | 1876 | 1881 | 1886 | 1891 | 1896 |
| ---- | ---- | ---- | ---- | ---- | ---- | ---- | ---- | ---- |
| 612  | 581  | 548  | 539  | 494  | 502  | 504  | 503  | 515  |

| 1901 | 1906 | 1911 | 1921 | 1926 | 1931 | 1936 | 1946 | 1954 |
| ---- | ---- | ---- | ---- | ---- | ---- | ---- | ---- | ---- |
| 545  | 584  | 507  | 494  | 407  | 421  | 369  | 324  | 332  |

| 1962 | 1968 | 1975 | 1982 | 1990 | 1999 | 2005 | 2006 | 2010 |
| ---- | ---- | ---- | ---- | ---- | ---- | ---- | ---- | ---- |
| 290  | 263  | 239  | 307  | 386  | 482  | 550  | 557  | 555  |

| 2015 | 2020 | 2022 | - | - | - | - | - | - |
| ---- | ---- | ---- | - | - | - | - | - | - |
| 540  | 609  | 620  | - | - | - | - | - | - |

### Enseignement
La commune de Corconne dispose d'une école maternelle. Cette école fait partie d'un Regroupement pédagogique intercommunal avec les communes de Brouzet-les-Quissac et Carnas. La compétence scolaire est déléguée à un Syndicat Intercommunal de Regroupement Pédagogique, le SIRP Brouzet-Carnas-Corconne chargé du fonctionnement scolaire et périscolaire des trois communes qui disposent chacune d'une école.
Les élèves fréquentent ensuite le Collège de Coutach à Quissac.
Les élèves dépendent ensuite du Lycée de Sommières.

### Manifestations culturelles et festivités
Tous les ans depuis 1995, le 2e dimanche de décembre, Corconne organise la Fête de l'Olive. La fête commence avec le défilé de la Confrérie des Chevaliers de l'Olivier du Languedoc-Roussillon.
Un concours des huiles d'olive des producteurs présents commence vers 10h00 et les résultats sont proclamés à midi. Une quinzaine de producteurs sont généralement présents. Un concours d'olives de bouche et de cakes aux olives complète le concours. Un vin d'honneur amical est servi vers 12h30.
Un repas festif sous une tente complète les festivités.

## Économie

### Revenus
En 2018  (données Insee publiées en septembre 2021), la commune compte 245 ménages fiscaux, regroupant 568 personnes. La médiane du revenu disponible par unité de consommation est de 21 790 € (20 020 € dans le département).

### Emploi
|                | 2008   | 2013  | 2018   |
| -------------- | ------ | ----- | ------ |
| Commune        | 8,7 %  | 9,7 % | 10,9 % |
| Département    | 10,6 % | 12 %  | 12 %   |
| France entière | 8,3 %  | 10 %  | 10 %   |

En 2018, la population âgée de 15 à 64 ans s'élève à 348 personnes, parmi lesquelles on compte 80,1 % d'actifs (69,2 % ayant un emploi et 10,9 % de chômeurs) et 19,9 % d'inactifs,. Depuis 2008, le taux de chômage communal (au sens du recensement) des 15-64 ans est inférieur à celui du département, mais supérieur à celui de la France.
La commune fait partie de la couronne de l'aire d'attraction de Montpellier, du fait qu'au moins 15 % des actifs travaillent dans le pôle,. Elle compte 119 emplois en 2018, contre 115 en 2013 et 109 en 2008. Le nombre d'actifs ayant un emploi résidant dans la commune est de 248, soit un indicateur de concentration d'emploi de 47,9 % et un taux d'activité parmi les 15 ans ou plus de 58,3 %.
Sur ces 248 actifs de 15 ans ou plus ayant un emploi, 42 travaillent dans la commune, soit 17 % des habitants. Pour se rendre au travail, 91,8 % des habitants utilisent un véhicule personnel ou de fonction à quatre roues, 1,1 % les transports en commun, 4,1 % s'y rendent en deux-roues, à vélo ou à pied et 3 % n'ont pas besoin de transport (travail au domicile).

### Activités hors agriculture

#### Secteurs d'activités
51 établissements sont implantés  à Corconne au 31 décembre 2019. Le tableau ci-dessous en détaille le nombre par secteur d'activité et compare les ratios avec ceux du département,.
| Secteur d'activité                                                                                        | Commune | Commune | Département |
| Secteur d'activité                                                                                        | Nombre  | %       | %           |
| --- | ------- | ------- | ----------- |
| Ensemble                                                                                                  | 51      |         |             |
| Industrie manufacturière, industries extractives et autres                                                | 6       | 11,8 %  | (7,9 %)     |
| Construction                                                                                              | 7       | 13,7 %  | (15,5 %)    |
| Commerce de gros et de détail, transports, hébergement et restauration                                    | 16      | 31,4 %  | (30 %)      |
| Information et communication                                                                              | 3       | 5,9 %   | (2,2 %)     |
| Activités immobilières                                                                                    | 3       | 5,9 %   | (4,1 %)     |
| Activités spécialisées, scientifiques et techniques et activités de services administratifs et de soutien | 10      | 19,6 %  | (14,9 %)    |
| Administration publique, enseignement, santé humaine et action sociale                                    | 4       | 7,8 %   | (13,5 %)    |
| Autres activités de services                                                                              | 2       | 3,9 %   | (8,8 %)     |

Le secteur du commerce de gros et de détail, des transports, de l'hébergement et de la restauration est prépondérant sur la commune puisqu'il représente 31,4 % du nombre total d'établissements de la commune (16 sur les 51 entreprises implantées  à Corconne), contre 30 % au niveau départemental.

#### Entreprises et commerces
Les quatre entreprises ayant leur siège social sur le territoire communal qui génèrent le plus de chiffre d'affaires en 2020 sont : 
- Les Vignerons De La Gravette, commerce de détail de boissons en magasin spécialisé (2 786 k€)
- Nature Languedoc, activités de soutien aux cultures (609 k€)
- Mas Picas, domaine viticole en Pic Saint-Loup
- Domaine De L'emme, culture de la vigne (252 k€)

### Agriculture
La commune est dans le « Soubergues », une petite région agricole occupant une frange sud-ouest du département du Gard. En 2020, l'orientation technico-économique de l'agriculture  sur la commune est la viticulture.
|               | 1988 | 2000 | 2010 | 2020 |
| ------------- | ---- | ---- | ---- | ---- |
| Exploitations | 38   | 24   | 18   | 23   |
| SAU (ha)      | 265  | 156  | 242  | 230  |

Le nombre d'exploitations agricoles en activité et ayant leur siège dans la commune est passé de 38 lors du recensement agricole de 1988  à 24 en 2000 puis à 18 en 2010 et enfin à 23 en 2020, soit une baisse de 39 % en 32 ans. Le même mouvement est observé à l'échelle du département qui a perdu pendant cette période 61 % de ses exploitations,. La surface agricole utilisée sur la commune a également diminué, passant de 265 ha en 1988 à 230 ha en 2020. Parallèlement la surface agricole utilisée moyenne par exploitation a augmenté, passant de 7 à 10 ha.

#### Produits du terroir
Corconne est une commune d'une importante production viticole. Le sol de la commune se constitue d'un mélange de cailloutis alluvionnaires et de terre argilo-calcaire très propice à la culture de la vigne et à l'élaboration des vins. Ce terroir fait d'ailleurs partie de l'appellation Cru du Pic Saint Loup. De forte tradition oléicole, les oliveraies (appelées localement : olivettes) de Corconne font partie de l'AOC Olives et Huiles de Nîmes. Le village possédait jusqu'en 1914 deux moulins à huile du XVIIe siècle ; il fait partie des « villes oléicoles françaises » et s'inscrit sur la route méditerranéenne de l'olivier.

## Culture locale et patrimoine
- Pont du Hasard : une formation géologique particulière, qui forme un pont de pierre naturel entre deux parois de roche. Cette arche naturelle relie en fin de gorge les deux falaises qui surplombent le village[40].

### Édifices civils
- Plusieurs puits, dont le puits du Bousquillou, dans le village et le puits-lavoir des Condamines ou du chemin de la Pompe.
- Moulin à vent, chemin de la Pompe.
- Maset des Gardes : dans le bois de Coutach. Il s'agit d'un mazet de « bouscatiers », un abri temporaire pour les exploitants auxquels était affermée l’exploitation des bois communaux du Coutach, pour la coupe et surtout la fabrication de charbon de bois (de nombreuses charbonnières existent encore sur le massif).

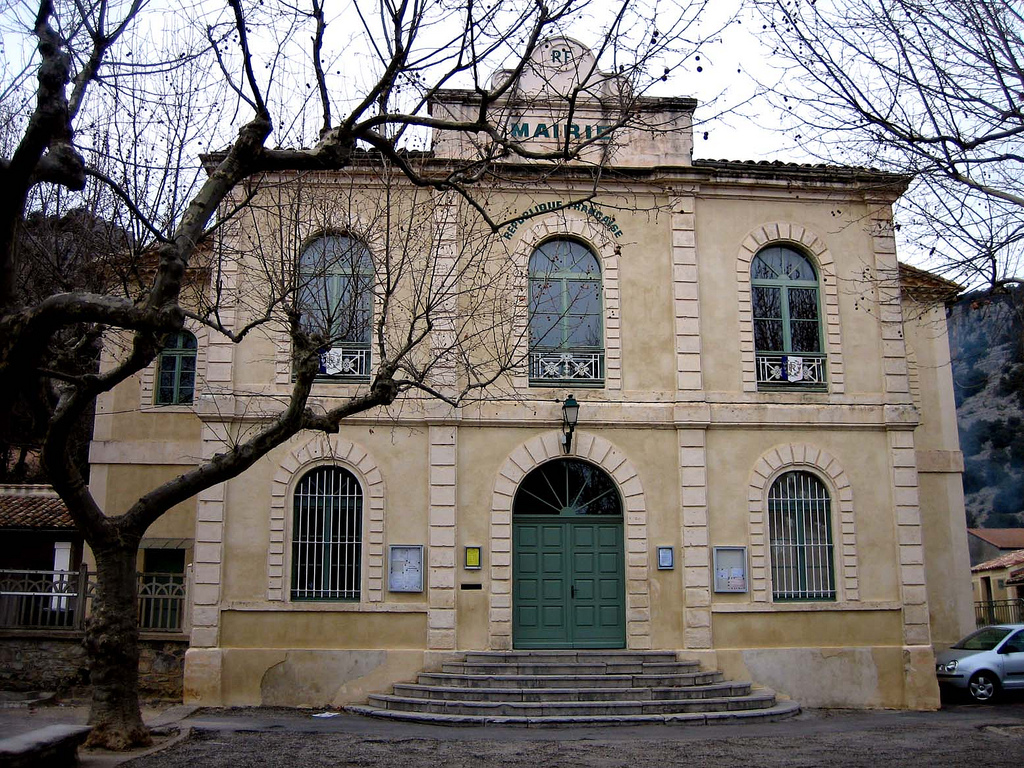
La mairie.
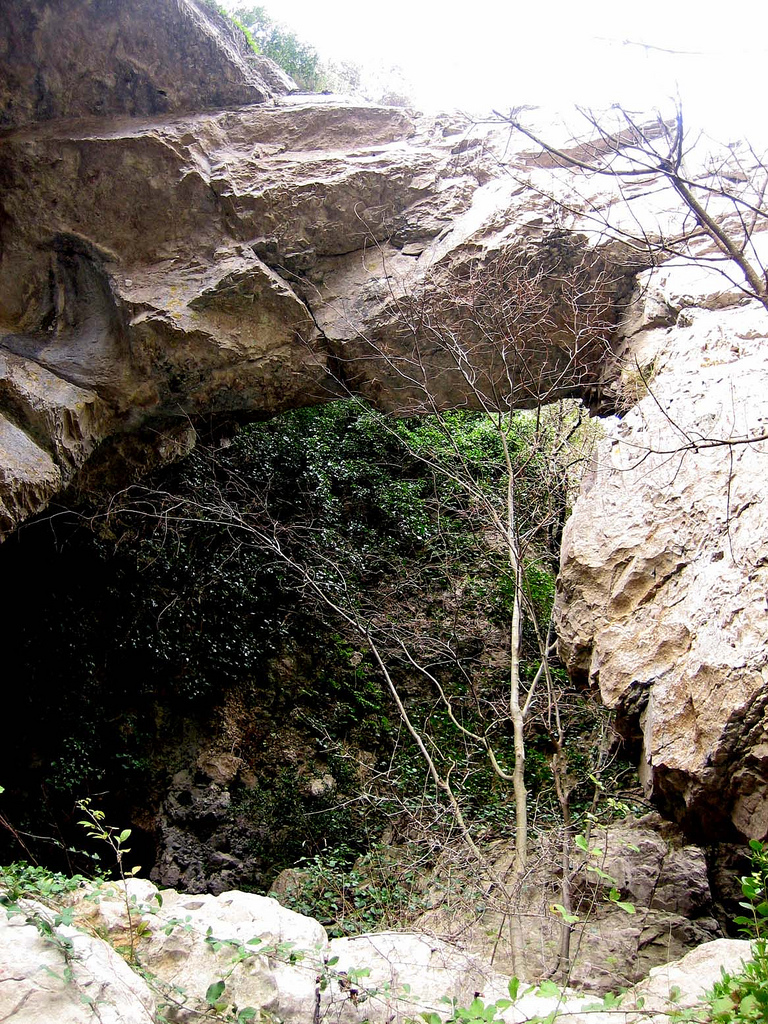
Le pont du Hasard.
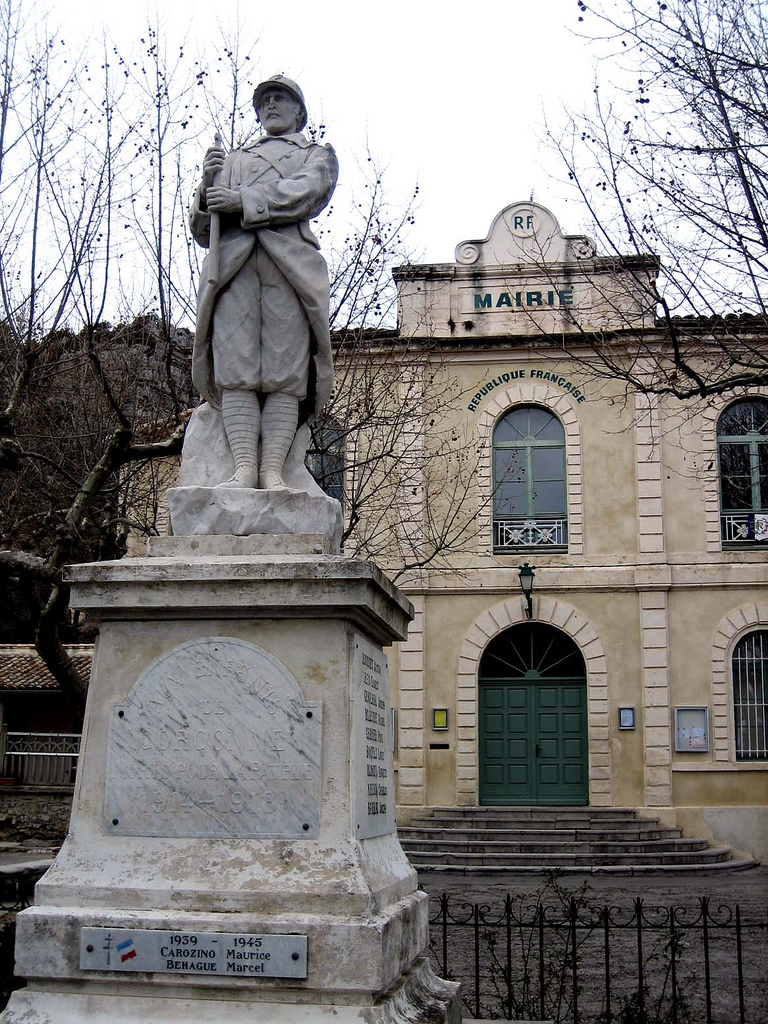
Le monument aux morts.

### Édifices religieux
- Chapelle Notre-Dame du Château de Corconne : une chapelle ancienne construite au sommet des falaises au-dessus du village. La première mention de l’édifice date de 1188, dans le cartulaire de Franquevaux. Il fait probablement partie d’une série de fortifications édifiées à la fin du XIIe siècle par le comte de Toulouse et ses alliés : le Gard est alors une zone frontière entre les possessions toulousaine et la Provence, et Corconne dépend de la famille de Sauve-Anduze, alliée au comte de Toulouse. L'édifice a pris sa vocation religieuse en 1858, lorsque les habitants de Corconne en transforment les vestiges en chapelle dédiée à la Vierge en remerciement pour avoir épargné au village l’épidémie de choléra de 1854[41]. Les murs sont partiellement remontés, la voûte restaurée et couverte d’une toiture. Un vitrail représentant la Vierge est commandé à l'atelier Louis Pagès. Situé sur le parcours du Pont du Hasard, il est aujourd’hui un lieu de randonnée et de pèlerinage annuel. Le bâtiment, comprend une pièce voûtée, la chapelle, prolongée de vestiges de murs. Il s'ouvre sur une cour enceinte de murs en gros appareil. La maçonnerie présente un parement de pierres taillées à bossage.
- Église paroissiale Saint-Étienne de Corconne : la tour est surmontée d'un discret campanile en fer (années 1830-1876). Vers 1835, une église est construite par la commune de Corconne, l'ancienne étant trop exiguë. Dans les années 1870, le bâtiment, mal conçu, menace déjà ruine. L’architecte Laurent de Nîmes est missionné : ce qui ne devait être au départ qu’une restauration devient une quasi-reconstruction, jusqu'aux menuiseries et à la restauration des tableaux, ce qui explique l'unité de l'édifice. Les vitraux ont été réalisés par l’atelier Frédéric Martin, à Avignon, un atelier régional important que l’on retrouve du Vaucluse à Montpellier. La sculpture du fronton et des chapiteaux a été confiée à un certain Michel, professeur de dessin à l’école des Beaux-Arts de Nîmes, les sculptures ornant les niches ont été acquises à part. La façade est réalisée en pierre de Beaucaire[42].
- De nombreuses croix : chemin de croix de la chapelle, croix du Bousquillou, croix du Jeu, croix de la Métronne, croix place de l’Église, croix de la Vialatte, croix de la Mairie.

## Héraldique
| Blason de Corconne | Blason  | D'azur, aux deux montagnes d'or, mouvant des deux flancs de l'écu, celle de dextre sommée d'une croisette haussée d'argent, celle de senestre d'un château du même, ouvert, ajouré et maçonné de sable. |
| Blason de Corconne | Détails | Le statut officiel du blason reste à déterminer. |